# 天龍級輕巡洋艦
天龍級輕巡洋艦為日本帝國海軍在第一次世界大戰期間建造的輕巡洋艦，亦為日本第一款設計的輕巡洋艦，為後來日本1920年代建造的一系列輕巡洋艦之起點；由於缺乏設計經驗，本級艦由磯風級驅逐艦放大改良而成。

## 簡介
1915年10月，第一次世界大戰戰爭期間，日本帝國海軍大臣加藤友三郎在議會發表新造艦計畫，補充八八艦隊計畫所需；當年決議編入2艘3500噸級水雷戰隊巡洋艦建造經費，自1916年起執行第一階段預算科目（八四艦隊案）；第一階段造艦計畫在1916年2月24日經帝國議會批准，同期批准興建的包括有1艘戰艦（長門號）、2艘巡洋艦（天龍級）、1艘驅逐艦（谷風號）、3艘潛艦、1艘油輪；造艦預算在1916年5月13日正式通過，兩艘巡洋艦共編列910萬日幣預算。但是在1910年代，輕巡洋艦這個概念並不存在，當時的巡洋艦主要是作為艦隊的偵查、警戒任務，作為驅逐艦隊的嚮導旗艦則是在一戰間逐漸成熟，藉由驅逐艦等施放大量魚雷做為當時海戰的新型戰術；英國皇家海軍因此建造出C級輕巡洋艦，天龍級在建造時也借鏡該級艦許多地方，英國在英日同盟的立場下也提出專業意見供日本海軍參考。
按帝國海軍原始構想，天龍級打算在1917年的八四艦隊計畫中續建6艘，配合3艘7,200噸級遠洋巡洋艦；但是實測結果發現4千噸級的艦體太狹窄，升級及調整空間不足，尤其巡洋艦為了率領水雷戰隊而需要進駐更多參謀人員時空間不足問題更加雪上加霜；加上同期服役的峯風級驅逐艦極速達39節，33節的天龍級航速也不足夠率領驅逐艦隊戰鬥，因此帝國海軍軍令部中止6艘增建計畫，修改現有設計，為建造更大噸位、速度更快的軍艦，也就是後來一系列5500噸輕巡洋艦的開端。7,200噸級巡洋艦則再經修改，日後成為古鷹級重巡洋艦。

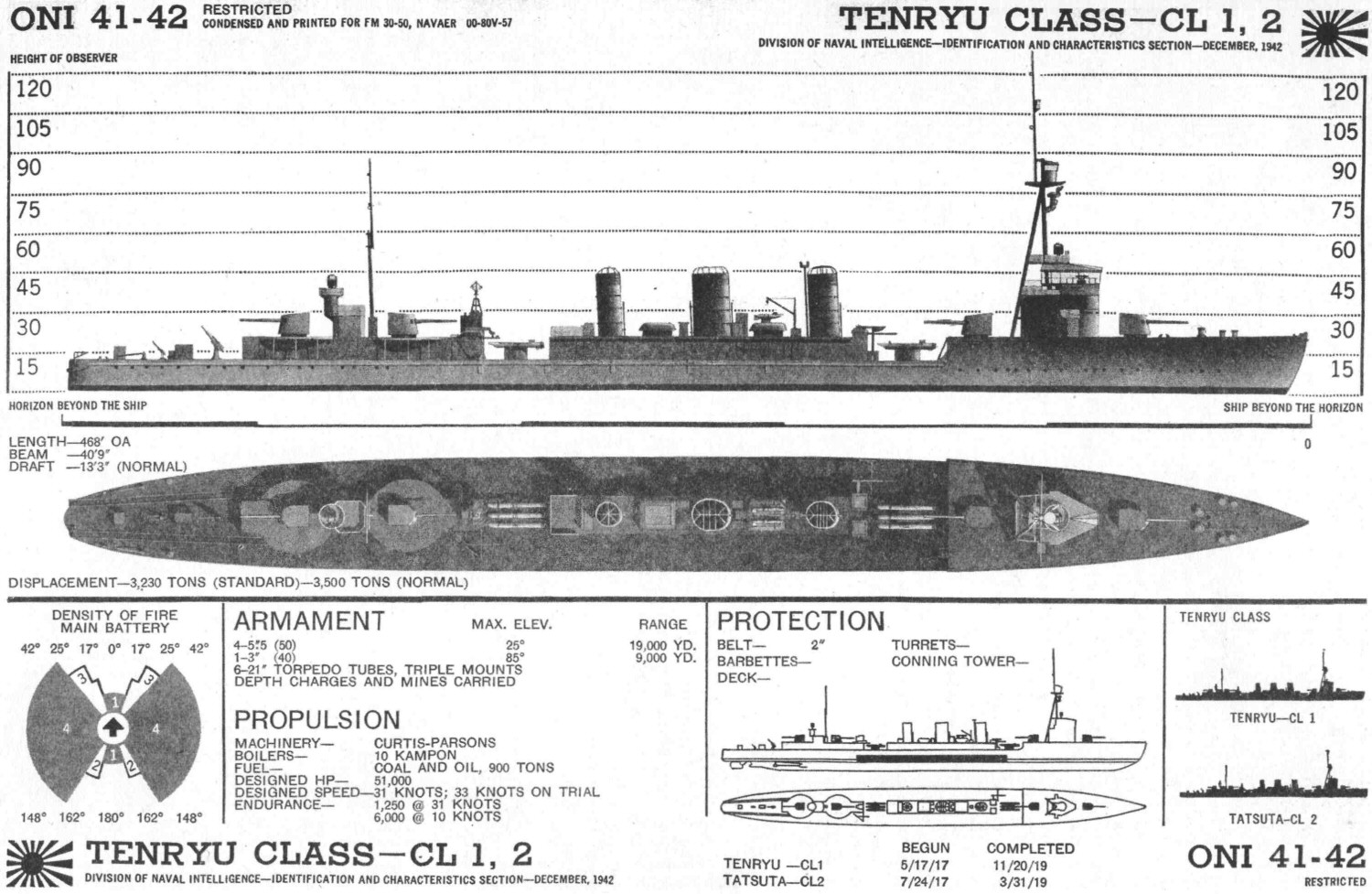
天龍級裝甲配置圖。

## 設計
天龍級艦體為長142.65公尺、寬13.35公尺，長寬比11.28：1，船體比例為考量高速航行而設計典型，船體內分14個水密艙艙壁，船艏使用日本軍艦特有的匙狀設計，藉以避免觸發水雷。
所有主要武備都設置在艦體中心線上，藉以平衡艦體；天龍級在建造初決定採用同伊勢級戰艦上的140mm艦砲，該艦砲是考慮日本人體格後縮小口徑的中口徑艦砲，後來大量運用在人力裝彈的輕巡洋艦以及戰艦副砲上；射擊觀測指揮所在甲板前後段各設一座，使用基線長度2.5公尺的光學測距儀觀測目標。天龍級也是日本帝國海軍首度在巡洋艦上裝設可旋轉式魚雷發射管，但並沒有設計再裝填系統。艦體防禦標準以美國102公厘艦炮為對應目標，因此只在船殼中段輪機區覆蓋了長56.5公尺、寬2.82公尺的主裝甲帶，主裝甲帶厚度63公厘，由厚38公厘、25.4公厘的兩片維克斯滲炭鋼結合而成。船殼本身厚度不一。最厚部分51.8公厘，由兩片25.4公厘的高張力鋼板結合而成，靠船艏及船艉段則只以單層25.4公厘厚鋼板組合。除了輪機區以外的要害區塊，包含彈藥庫、揚彈機、操舵室等並無裝甲披覆防禦，為天龍級最顯著的設計缺失。
輪機系統部分，在一戰期間重油鍋爐還未成為主流，但是為了更優秀的動力輸出，天龍級使用了重油動力及進口國外的齒輪減速渦輪機。艦本式重油鍋爐工作溫度攝氏156度、操作壓力每平方公分18.3公斤，拜重油鍋爐蒸氣壓力所賜，天龍級在1910年代達成了33節高速。但為了經濟航行所需，仍有2座鍋爐仍使用油煤混燒型號。艦艇電系使用電壓110伏特輸出，發電機集中設置在輪機艙內。
在1935-1936年間，天龍級曾計畫改造為防空/反潛專業巡洋艦，預定於1937年撥款施工；該計畫希望將艦體改造為整合型煙囪、裝設4座雙連裝127公厘高平兩用砲、4座雙連裝25公厘機炮、4台深水炸彈投擲機、36枚深水炸彈。但這個改造案最後取消。天龍級的防空巡洋艦改造案在1938年再度提起，這次則是希望裝設4座雙連裝76公厘高平兩用砲，但被秋月級驅逐艦生產計劃給擊敗，最終天龍級並沒有實施全面性改造。1941年開戰後，天龍級被視為二線艦艇，改裝考量順位不高，因此改裝只以增裝防空機炮了事。

## 同型艦
| 艦名 | 造船廠         | 安放龍骨日期  | 下水          | 完工           | 結局                                                                        |
| ---- | -------------- | ------------- | ------------- | -------------- | --------------------------------------------------------------------------- |
| 天龍 | 橫須賀海軍工廠 | 1917年5月17日 | 1918年3月11日 | 1919年11月20日 | 1942年12月18日在新幾內亞支援登陸作戰時被美軍潛艇青花魚號 (SS-218)擊沉       |
| 龍田 | 佐世保海軍工廠 | 1917年7月24日 | 1918年5月29日 | 1919年3月31日  | 1944年3月13日在八丈島以西海域被美軍潛艇玉筋魚號(USS Sand Lance，SS-381)擊沉 |

## 關聯項目
- 大日本帝國海軍艦艇一覽